# ТА-4ФЕ
ТА-4ФЕ — вспомогательный газотурбинный двигатель, разработан в 1964 году для установки на самолёты типа Ан-22. Выпускался серийно с 1965 года на УАП «Гидравлика».

## Конструкция
ТА-4ФЕ состоит из двухступенчатого центробежного компрессора, центростремительной турбины и генератора постоянного тока ГС-24А третьей серии.

## Модификации
- ТА-4ФА — ВСУ для БПЛА Ту-123 «Ястреб»[1].

## Характеристики
- масса без генератора — 180 кг
- отбираемая мощность постоянного тока — 18 кВА
- эквивалентная воздушная мощность — 124 кВт
- расход топлива — 170 кг/ч
- расход отбираемого воздуха — 0,75 кг/с
- абсолютное давление отбираемого воздуха — 2,45 кгс/см²
- высотность запуска — 2500 м, рабочий диапазон температур — 60…+60 °C